# 機動戦士Vガンダムの登場人物
機動戦士Vガンダムの登場人物（きどうせんしヴィクトリーガンダムのとうじょうじんぶつ）は、テレビアニメ『機動戦士Vガンダム』に登場する、架空の人物を列挙する。
また、特に説明が必要な人物は各人の項目を参照。
漫画版（岩村俊哉による『コミックボンボン』連載版）にも登場する人物については、該当する各人の項目を参照。

## リガ・ミリティア
ここには、リガ・ミリティアに所属する人物を挙げる。
以下の人物の詳細は各項目を参照。
- ウッソ・エヴィン
- シャクティ・カリン
- ハロ

### ウォレン・トレイス
(Warren Trace)
声 - 松本梨香
ラゲーンの戦災孤児の一人。13歳。オデロの弟分的存在。緊張すると発熱するという特技を持つ。
ラゲーンで焼け出された後にリガ・ミリティアに協力して主に後方支援を担当していた。ハイランドで出会ったエリシャの妹、マルチナに一目ぼれするが、エリシャといい感じになった兄貴分のオデロとは違い、終始相手にはされていなかった。最終決戦まで生き残り、戦後はウッソらと共にカサレリアで暮らす。結婚願望が強いらしく、マルチナにプロポーズする際にいつも将来のことを妄想してしまう癖がある。
漫画版では、最終章のエピローグにのみ登場。

### エステル・チャバリ
(Ester Chavarri)
声 - 達依久子
カミオン隊メンバーの一人。気のいい老婆。65歳。リーンホースの甲板に複葉機で単身乗り付けるほどの、豪胆さを持っている。

### エリシャ・クランスキー
(Elischa Kranskie)
声 - 柳沢三千代
太陽発電衛星ハイランドに住む子供たちの一人で、マルチナの姉。15歳。ザンスカールに占領されたハイランドを解放されたことがきっかけでリガ・ミリティアに協力するようになる。劇中ではアイネイアース、魚の骨、ホワイトアークに搭乗して主に武器管制や索敵を担当する。落ち着きがあり気丈だが、時に大胆な行動力も見せる。そのため同年代のオデロらよりも大人びて見えていた。ハイランドで出会ったオデロに一目惚れされ、最初は本気にせずあしらっていたが、最終的に両思いになる。だが、エンジェル・ハイロゥ攻防戦でオデロが戦死してしまい、真っ先に彼の死を感じ取って泣き崩れる。戦後、オデロの墓にクジラのペンダントを飾っている。漫画『オデロ・ヘンリークからの手紙』では、アニメ本編のエピローグにあたる時期までオデロとの死別の悲しみを引きずっていた。
宇宙生まれなので、初めて地球に来た時は、地球の空気に違和感を覚えていた。
漫画版では、オペレーターとしてエンジェル・ハイロゥ攻防戦にのみ登場。ハイランドに関する話や、オデロとの恋愛に関しては触れられていない。

### オイ・ニュング
(Oy Nyng)
声 - 掛川裕彦
リガ・ミリティアのヨーロッパ地区担当のカミオン隊のリーダー。70歳。リガ・ミリティアの中心人物の一人であり、仲間からは「伯爵」と呼ばれている。
現在はザンスカール帝国となっているサイド2のコロニー「アメリア」の出身であると言われている。伯爵自身は、アムロやシャアといった伝説的な英雄がいた時代を生きており、白いMSあるいは『ガンダム』の名が意味するものを充分以上に知っている世代だと言える。
ウーイッグではリガ・ミリティアの工場長ボイスンと会う約束をしていたが、アニメ第1話の時点でイエロージャケットによる爆撃で既に彼は死亡しており、焼死体の山の中からロメロによって発見された彼を見てとても悲しんでいた。
クロノクルがリガ・ミリティアの基地に乗り込んできた際、カテジナとともに人質に捕らえられ、拷問された挙句ギロチンにより公開処刑となる。これがウッソにとってトラウマとなり、ウッソはリガ・ミリティアからの脱退も考える。しかし、彼の死はリガ・ミリティアメンバーの結束を強める。
1994年発行のアニメ図鑑には、彼は「シャアの反乱」以降に活発化した地球上の不法居住者を摘発する連邦政府管轄の軍事組織マハ（マンハンター）での要職にあったが、その官僚的な生活に嫌気がさし、それから逃れるため辞職したという噂があるという話が載っている。
漫画版では基本的に人格者として描かれているが、時折異様にハイテンションになることがある。アニメとは異なり、シュラク隊との合流時点までは存命しているが、その後の章では登場していない。
漫画『機動戦士ガンダムF90 ファステストフォーミュラ』では、宇宙世紀0116年にハウゼリー・ロナが所持する、当時のジオン残党の動向をまとめた "Zeonist Report" の作者として名前が記されている（英文）。ハウゼリーによれば「私の友人がまとめた」とのこと。

### オーティス・アーキンズ
(Otis Arkins)
声 - 坂東尚樹
眼鏡をかけたカミオン隊の老メカニック。75歳。かつてサナリィに小型熱核反応炉のスペシャリストとして在籍していた過去があり、Vガンダムのジェネレーター開発にも参画している。このため物語序盤にマーベットの援護役を名乗り出た際には、ニュング伯爵に「エンジンのスペシャリストがつぶれたら、誰がモビルスーツを完成させるんだ！」と強く制止される場面もみられる。
落ち着いた言動をする温和な性格でロメロを補佐する場面が多く、オリファーとマーベットの結婚式においては牧師も代行している。カイラスギリー攻略戦の際には、ガウンランドの遠隔操艦を一手に引き受ける。最終決戦で、若い乗組員をリーンホースJr.から脱出させたあと、ゴメス艦長らとともにズガン艦隊の中心に特攻をかけ戦死。
漫画『機動戦士クロスボーン・ガンダム 鋼鉄の7人』では、0136年にミノフスキー・ドライブの開発をおこなうサナリィ第2月面開発実験所の責任者として登場する。後の落ち着いた温和な性格とは異なり、補給のためにサナリィを訪れたクロスボーン・バンガードを疫病神扱いし怒鳴りつけたり、アナハイムで実験していたミノフスキー・ドライブ搭載のモビルスーツであるスピードキング（サナリィでのコードネームはイカロス）が行方不明になり、実験が失敗したのを大笑いして馬鹿にするなど、大人げない感情豊かな人物として描かれている。
漫画『機動戦士ガンダムF90 ファステストフォーミュラ』では、0116年にサナリィのエンジン技術者として登場（当時38歳）。ガンダムF90（2号機）試製ミノフスキー・ドライブ テスト装備のテストに同行する。

### オデロ・ヘンリーク
(Odelo Henrik)
声 - 中田雅之 / 福島潤（『SDガンダム GGENERATION SPIRITS』以降のゲーム作品）
ラゲーンの戦災孤児の一人で、子供達のリーダー格。15歳。喧嘩っ早いお調子者だが、面倒見が良くまっすぐな性格の持ち主。ウォレン・トレイスとスージィ・リレーンと共に行動。リガ・ミリティアに参加し、銃器などを使って、ザンスカール帝国のモビルスーツと戦う。
ハイランドで出会ったエリシャ・クランスキーに一目惚れし、最初は振り向いてもらえなかったが、第38話で両思いになり、その時にクジラのペンダントを渡す。オリファー・イノエの指導を受け、トマーシュ・マサリクと共にモビルスーツパイロットになり、ホワイトアーク隊の一員としてウッソ・エヴィンの乗るV2ガンダムをサポートする。モビルスーツ戦では、好戦的な面を見せることも多い。
最終決戦のエンジェル・ハイロゥ攻防戦で、ウッソを助けようと、カテジナ・ルースの乗るゴトラタンと交戦するが、エンジェル・ハイロゥの効果で戦意が低下した不意を突かれてビームトンファーの攻撃を受け、蹴り飛ばされてガンブラスターが操縦不能となる。しばらく漂流した後に機体が核爆発、断末魔を上げながら戦死する。爆発前の漂流中に、亡くなった両親と精神感応していたと思わしき描写があった（発言の内容から察するに、両親との関係は良好ではなかった模様）。彼がリガ・ミリティア側では最後の、そして少年・少女組では唯一の戦死者となる。
戦死後は、リガ・ミリティアの霊体勢の中では真っ先にウッソの目前に出現し、カテジナとの決戦に臨む彼をサポートする。
前述の通り基本的にはエリシャに一途であるものの、ザンスカール潜入時に16歳の少女兵をナンパ同然の態度でリガ・ミリティアに勧誘しようとするなど、女好きな一面も見られた（だが、偶発的な形とはいえオデロ自身の手でその少女兵の命を奪ってしまう事となる）
なお、ウッソ以外で全ての回に登場した唯一のキャラクターである（第17話では声なしで登場）。
主な搭乗機はガンブラスター。
小説版では、クロノクルのコンティオと交戦するものの敵わず撃破されて死亡する。
漫画版では、エンジェル・ハイロゥに侵入したウッソを救うために単身突入、内部の戦闘で乗機ガンブラスター共々ボロボロになりつつもウッソの元へ駆けつけ、居合わせたフォンセ・カガチとマリア・アモーネスを巻き込んで爆死する。その後、エンジェル・ハイロゥの残骸と共に浮遊していた彼の機体のビーム・サーベルはクロノクル・アシャーに追い詰められたウッソのV2ガンダムが使用し、逆転のきっかけとなる。なお、死の間際、ウッソのことを本当の弟のように思っていたと語っている。死亡後は、幽霊として他の戦死者とともにウッソの目前に出現、自身の死がきっかけで心が折れていたウッソを𠮟咤激励する。エリシャとの恋愛模様に関しては、漫画版では触れられていない。
雑誌『ガンダムエース』2024年2月号から連載中の漫画『機動戦士Vガンダム外伝 オデロ・ヘンリークからの手紙』（漫画：岡本一広）は、彼の視点から『Vガンダム』を振り返る内容となっている。アニメ同様、エンジェル・ハイロゥ攻防戦でカテジナに敗れ戦死するが、死の直前に両親だけでなく、ウッソやエリシャなど今まで関わった人物についても走馬灯の形で触れる流れになっている。同作では、料理人になりたいという夢を密かに抱いていたことを独白している。

### オリファー・イノエ
(Oliver Inoe)
声 - 園部啓一
リガ・ミリティアのモビルスーツパイロット。眼鏡がトレードマーク。
パイロットとして活動するだけでなく指揮官としての能力もあり、シュラク隊を編成したりオデロやトマーシュをパイロットとして育て上げるなど、パイロットの育成にも尽力した。シュラク隊の初代指揮官であったがメンバーの全員が女性であるために、マーベットが不機嫌になることもあった。
マーベットとは以前から恋人関係であり、マケドニアコロニーでリガ・ミリティアが捕まった際に看守の目を逸らすために挙式する。しかし、第31話にて月から発進するモトラッド艦隊の動きを止めるため、自分の使っていたV2のハンガー、ブーツパーツをウッソに託し、コアファイターで旗艦アドラステアへ特攻を仕掛け戦死している。
主な搭乗機はVガンダム、Vガンダムヘキサ、V2ガンダム。
漫画版ではメカニックとして登場。日本刀を振り回す場面も見られた。死亡シーンは描かれていないが、V2ガンダム受領直後からエンジェル・ハイロゥ攻略戦前までのどこかで戦死した扱いになっている。
富野由悠季は、血筋に日本人の血が流れていると言及している。

### カシム
リーンホースJr.クルーの一人。

### カルルマン・ドゥカートゥス
(Karlmann Dukartuse)
声 - こおろぎさとみ
ウーイッグがベスパに襲撃された際に、クリス・ロイドのゾロから機銃掃射を受けて母親を失い、ウッソに拾われた赤ん坊。1歳。通称「カルル」。リガ・ミリティアと行動を共にするも、シャクティらと共にザンスカール内部へ連れて行かれる。シャクティ庇護の下で大切に扱われ、マルチナをザンスカール内の病院にウッソらが引き渡しに来た際、スージィとともにウッソらと再会を果たす。ニュータイプと思われる能力の片鱗が作中でいくつも見られ、その後はエンジェル・ハイロゥ戦の際、シャクティとの共鳴でエンジェル・ハイロゥの位置を特定するためにも利用される。戦後はウッソやシャクティに引き取られカサレリアで暮らす。ほとんど言葉はしゃべれなかったが、最終話では初めて自分で立って言葉を発し、戦後にはカテジナに自己紹介できるまでになる。

### カレル・マサリク
(Karrel Massarik)
声 - 小林優子
太陽発電衛星ハイランドに住む子供たちの一人で、トマーシュの弟。14歳。ザンスカールに占領されたハイランドを解放されたことがきっかけでリガ・ミリティアに協力するようになる。劇中では魚の骨、ホワイトアークに搭乗し主に操舵と火器管制を担当する。最終決戦まで生き残り、戦後は家族とともにカサレリアで暮らす。

### クッフ・サロモン
(Kuffu Salomon)
声 - 森川智之
リガ・ミリティアのメカニック。20歳。カウボーイハットがトレードマーク。リーンホースJr.が特攻する際、退艦命令を無視して整備をしていてロメロに怒られるなど、メカニックとして仕事はしっかりする性格のようである。ネス、ストライカーとは仲がよい。最終決戦では老人たちにより艦から脱出させられ生き延びる。

### リーンホースのジン・ジャハナム
(Gin Gehennam)
声 - 松尾銀三 / 辻親八（『GGENERATION SPIRITS』）
リガ・ミリティアのリーダーであるジン・ジャハナムの複数いる内の一人。当初は口先だけ達者な小心者で、事前情報だけ聞いていたため父親だと思っていたウッソを落胆させたり、「置物のタヌキ」とオデロに揶揄されるほど頼りない人物で影武者扱いされていた。が、真のジン・ジャハナム（ハンゲルグ・エヴィン）と合流した後は、次第に軍人らしい言動を取るようになる。物語終盤、リーンホースJr.の特攻の際にはゴメス艦長や老人たちと運命を共にする決意を固め、最後はジン・ジャハナムとしてリーダーに相応しい態度を見せる。このとき「ジン・ジャハナムの名前が泣くわ」「この名は私のものとして語り継がれる」と、命と引き替えに英雄となる事を決意していた。その後はブリッジを破壊される直前のゴメス艦長のシーンにおいて、後方の彼が座っていた席で倒れている。
漫画版では名前が「ジン・ジャナハム」になっている（新装版では「ジン・ジャハナム」に修正されている）。初登場時に短気な性格だったアニメとは違い、物腰の落ち着いた人格者として描かれており、艦内において自ら指示を行うなど優秀な指揮官としての一面も見せた。

### スージィ・リレーン
(Suzy Relane)
声 - こおろぎさとみ
ラゲーンの戦災孤児の少女。9歳。オデロらとともによく行動し、活発な行動もとる。戦災時のトラウマがあり、ビームローターの音を聞くと身動きが取れなくなる。面倒見が良く、カルルのお守りもよくしている。オデロらが宇宙に上がった後にはシャクティと共に行動し、宇宙遭難やザンスカール本国への潜入を経験している。ザンスカール本国でシャクティと共にウッソらと合流、その後リガ・ミリティアへ合流してからホワイトアークに搭乗してサポートをしていた。亡くなった姉はファラによく似ていたらしい。戦後はウッソらと共にカサレリアで暮らす。
漫画版では数コマしか登場していない。宇宙遭難以降は最終章のエピローグまで出番が無いが、いつ救助されたかについては作中では描写されていない。
漫画『オデロ・ヘンリークの手紙』では、ベスパによるラゲーン侵攻が描かれた。抵抗するため銃をとる姉も登場するが、ゾロのトップ・ターミナルのビーム・ガンによってスージィの目の前で消失し、トラウマを残す。その後、抵抗組織のリーダー格がギロチンにかけられる場面を目撃し、さらにショックを受ける。

### ストライカー・イーグル
(Striker Eagle)
声 - 藤原啓治
リガ・ミリティアのメカニック。35歳。ごつい外見で無口。オイ・ニュングとカテジナがクロノクルに拉致された際に妨害しようとして負傷したこともある。最終決戦で老人たちに促されリーンホースから脱出する。

### ソフィア・イエリネス
(Sophia Jellines)
声 - 吉田古奈美（現・吉田小南美）
太陽発電衛星ハイランドに住む子供たちの一人で、ブラスタの姉。ザンスカールに占領されたハイランドを解放されたことがきっかけでリガ・ミリティアに同道するようになる。地球浄化作戦までリガ・ミリティアに同道していたが、停戦協定が結ばれるとカサレリアに残りそのまま終戦を迎えている。

### トマーシュ・マサリク
(Tomache Massarik)
声 - 関智一
太陽発電衛星ハイランドに住む子供たちのリーダー格で、浅黒い肌の少年。17歳。冷静な性格で機械にも詳しいらしく、ウッソのハロを宇宙用に改良、ハンドメイドの宇宙船を作ることも出来たらしい。ザンスカールに占領されたハイランドを解放されたことがきっかけでリガ・ミリティアに協力するようになる。当初は後方支援を担当することが多かったが、後にオリファーの指導の下でモビルスーツに搭乗するようになり、ウッソ、オデロらと共にホワイトアーク隊の一員として活躍する。次々と仲間が戦死していく中、最後まで戦い抜く。アニメでは、最終話の途中からラストまで忽然と姿を消してしまい、生死不明の状態となる。
主な搭乗機はガンブラスター（一度だけゾロアット（白）にも搭乗）、魚の骨など。
漫画版では、最終回のエピローグに彼と思われる少年（髪型は酷似しているが、肌は褐色ではない）が登場するのみである。
漫画『オデロ・ヘンリークからの手紙』では、アニメ同様ホワイトアーク隊の一員として活躍するが、第1巻時点ではエンジェル・ハイロゥ攻防戦の終盤以降の生死および所在については言及されていない。

### ネス・ハッシャー
(Ness Husher)
声 - 折笠愛
リガ・ミリティアのメカニック。21歳。リーンホースが宇宙へ出てからは主にオペレーターを担当。赤いベレー帽をかぶっている。最終決戦では艦に残留を希望するも、レオニードら老人に諭されクッフたちと共に脱出。通称「駄々っ子ネス」。ゴメス曰く「しゃべらなければいい女」。

### ハリー・モスト
(Harry Most)
声 - 渡辺哲也
メキシコ湾から上陸し、タンピコ市街を蹂躙するモトラッド艦隊に抵抗していたリガ・ミリティアのレジスタンス。ジャベリンで出撃しようとするミズホを制止しようとしたが、彼女は強引に飛び出してしまう。その後、敢え無く戦死した彼女の姿に激怒して艦隊へ地上砲火を浴びせるが、イクが乗るリシテア級エムの艦砲射撃を食らって戦死。

### ハンゲルグ・エヴィン
(Hangerg Ewin)
声 - 堀内賢雄
リガ・ミリティアの創設者ジン・ジャハナムの一人。また、ミューラ・ミゲルとは夫婦であり、主人公ウッソ・エヴィンの実の父親。
厳格な性格の現実主義者。息子のウッソがニュータイプであることを信じ、幼少の頃から徹底的に鍛え上げた。一方、実際にウッソがエースパイロットとなってしまったことには戸惑いがあり、少しぶっきらぼうに接してしまっている。ウッソのハロは彼が拾って改造したものである。
最終決戦時にはリガ・ミリティア及び地球連邦軍の連合軍の指揮をムバラク・スターン提督とともに執るが、旗艦であるラー・カイラム級戦艦ジャンヌ・ダルクの特攻直前に姿を消し、それに気づいたムバラクから「はしっこい（狡猾な）男」と評される。ザンスカール帝国との戦いの後に次なる脅威と目される木星開発公団と戦うために退艦して行方をくらましたと言われている。最終回のジャンヌ・ダルク特攻シーンにおいて、ハンゲルグのビジョンが重なる場面があるが、脱出に失敗したのかは不明。
小説版ではリガ・ミリティア艦隊がエンジェル・ハイロゥに最後の攻撃を仕掛ける前に、ムバラクの諫言でジャンヌ・ダルクより退艦し、木星公団の調査へ向かっている。
漫画版では性格や容姿が大きく異なり、ウッソに父親として接したいと思いながらも、戦争終結まではジン・ジャナハム（新装版ではジン・ジャハナム）として行動しなければならないというジレンマに悩む人物として描かれている。そのため、久々に再会したウッソに言葉もかけない態度を取るが、ウッソがファラ・グリフォンとの戦闘で危機に陥った際は思わずジャンヌ・ダルクをV2ガンダムの盾にするという行動を取り、結果的に親子の絆を取り戻すこととなる。しかし、クロノクル・アシャーの猛攻に危機に陥ったウッソを再度ジャンヌ・ダルクで庇い、アサルトパーツを射出。ムバラクとともに沈むジャンヌ・ダルクから脱出中に、クロノクルによってジャンヌ・ダルクごと一刀両断される。

### ビゴー
リーンホースJr.クルーの一人。

### ブラスタ・イエリネス
(Brasta Jellines)
声 - 柳沢三千代
太陽発電衛星ハイランドに住む子供たちの一人で、ソフィアの弟。ザンスカールに占領されたハイランドを解放されたことがきっかけでリガ・ミリティアに同道するようになる。地球浄化作戦までリガ・ミリティアに同道していたが、停戦協定が結ばれるとカサレリアに残りそのまま終戦を迎えている。

### フランダース
(Frandars)
シャクティの愛犬で、マスコット的存在。彼女らと行動を共にする。シャクティの叔父にあたるクロノクルに対しては、最初は警戒していたもののなついていた。ハロと一緒に潜入して人探しをしたり、ウッソに銃を突きつけた兵士に噛み付くなど、知能の高さが窺える。宇宙に上がった後にはシャクティと共に行動し、宇宙遭難やザンスカール潜入を経験している。主にホワイトアークに搭乗する。最終決戦まで生き残り、戦後はカサレリアで暮らしている。
漫画版では、第1章・最終章のみの登場で、カサレリアからは離れていない。

### ボイスン
リガ・ミリティアのウーイッグ工場長。オイ・ニュングとはウーイッグで会う約束をしていたが、アニメ第1話の時点で、イエロージャケットによるウーイッグへの空襲でボイスンは死亡しており、遺体はロメロ・マラバルによって焼死体の山の中から発見される。彼の死体からは炭化した地図が見つかり、きっと工場を敵に知られないよう遠く離れたため彼は死んだのだとオイ・ニュングは推測していた。

### マーベット・フィンガーハット
(Marvet Fingerhat)
声 - 白石文子 / 木村亜希子（『GGENERATION SPIRITS』以降のゲーム作品）
浅黒い肌をしたリガ・ミリティアの女性モビルスーツパイロット。22歳。レギュラー陣の中で最も長身（クロノクルやタシロよりも高い）。Vガンダムのテストパイロットだったが、戦闘中に脚を負傷する。その後、マーベットの乗っていたVガンダムは、ウッソが乗ることになる。
リガ・ミリティアではお姉さん的な存在で、落ち込むウッソを慰めたりもした。オリファー・イノエとは恋人関係にあって、ザンスカール帝国に協力しているマケドニアコロニーで捕虜になった際には、看守達の注意を引くためではあるが結婚する。その後、オリファーがモトラッド艦隊に特攻して戦死したため、その悲しみのあまり気が動揺しそれが戦闘中にもあらわれていたが、その悲しみを乗り越え戦うことを決意する。オリファーの戦死後は、彼の後を継いでホワイトアーク隊・シュラク隊のまとめ役を務めた。ホワイトアーク隊のリーダー格ではあるが、隊としての行動はウッソたち少年組に託して、自身はシュラク隊と作戦行動を共にする場面も多い。
戦乱の後半に、自分の中にもう一つの命、すなわちオリファーとの子が宿っていることを感じるようになる。ファラ・グリフォンも、マーベットの中にもう一つの鼓動を感じ、戦闘中に一瞬油断する。
多くのリガ・ミリティアのメンバーが激戦で死んでゆく中を最後まで生き残り、戦後はウッソ、シャクティらと共にオリファーの墓があるポイント・カサレリアに移り住んでおり、お腹も大きくなっている。
主な搭乗機はVガンダム、Vガンダムヘキサ、ゾロアット（ホワイトアット）。また、ホワイトアークの事実上の艇長。第40話ラストで再度カサレリアを離れて以降は、ホワイトアークを拠点とする唯一の大人となる。
漫画版では、ウッソがリガ・ミリティアで戦うことになったのは、彼女がクロノクルの目の前でウッソがVガンダムのパイロットだとばらしてしまったためである（ウッソ本人にはそのつもりはなかった）。序盤では、クロノクルを必要以上に挑発する、ウッソとオデロのケンカを仲裁せずに煽るなど、不真面目な部分も目立った。中盤以降は、アニメ同様真面目な女性として描かれるようになった。ラストでは、終戦後オリファーの忘れ形見（ただしオリファーが死亡した描写は漫画版には存在しない）を出産し、オリファーJr.と命名。息子とともにオリファーの墓参りに来ている。
漫画『いけ!いけ!ぼくらのVガンダム!!』では、メインキャラクターとして登場する。

### マルチナ・クランスキー
(Martina Kranskie)
声 - 吉田古奈美（現・吉田小南美）
太陽発電衛星ハイランドに住む子供たちの一人で、エリシャの妹。12歳。ザンスカールに占領されたハイランドを解放されたことがきっかけでリガ・ミリティアに協力するようになる。性格はやや気が強く、ウォレンの思い人であったがオデロを受け入れた姉とは違い彼を終始相手にしていなかった。地球に初めて来た際には空気に強烈な違和感を覚えている。劇中では主に魚の骨、ホワイトアークに搭乗して索敵を担当する。戦後は家族らと共にカサレリアで暮らす。
漫画版では、最終章のエピローグにのみ登場。

### ミズホ・ミネガン
(Mizuho Minegan)
声 - 吉田古奈美（現・吉田小南美）
リガ・ミリティア地上部隊の眼鏡をかけた女性メカニック。リーンホースの支援でメキシコ（タンピコ）に展開していた部隊の一員。「地球浄化作戦」においてメキシコ湾で侵攻を受けた際、正規のパイロットが不在の中でアドラステアの侵攻を止めるためにハリーの制止を振り切りジャベリンで出撃したが、ショットランサーによる攻撃がほとんど通用せず対空砲火に呆気なく撃墜され、驀進して来たアドラステアのタイヤに機体ごと押し潰され戦死。
登場した第34話の絵コンテを担当した山本裕介によると、シナリオ段階では出番が多かったが富野監督による修正で出番が少なくなり、短時間で死ぬキャラクターになった。またウッソ役の阪口大助が好きなキャラクターだという。

### ミューラ・ミゲル
(Myra Miggell)
声 - 兵藤まこ
元サナリィの研究者でリガ・ミリティアの主要人物のうちの一人。ハンゲルグ・エヴィンとは夫婦であり、主人公ウッソ・エヴィンの母親。
初期のリガ・ミリティアのモビルスーツ開発で重要な役割を果たす。当初は一家でカサレリアで暮らしていたが、リガ・ミリティアの作戦が本格化すると幼いウッソを残して宇宙へ行った。ウッソに対しては出産前に見た夢（本人は啓示として受け取っていたようである）により特別な存在と感じ取っており、幼いころからサバイバルや高等教育などを施しニュータイプとしての素養を育てていた。
月面のセント・ジョセフにてウッソと再会、しばらく行動を共にする。しかしシャクティの先行した行動をカバーするためにシャクティの代わりにザンスカールに囚われの身となる。
地球浄化作戦の折、ピピニーデンにV2ガンダムのパイロットの母親であることを悟られ、人質としてモビルスーツの手に握られ盾にされる。ウッソはモビルスーツを行動不能にして救出を試みたが、地面の凹凸によって跳ね上がった戦艦リシテアの車輪に敵モビルスーツもろとも巻き込まれ、頭部以外の全身を擦り潰されるという最期を遂げる。ウッソにより遺品として持ち帰られたその頭部は劇中の展開でヘルメットを着用しており、重いヘルメットとして描かれる。
漫画版では、ウッソにV2ガンダムを届ける場面で、同機を駆る形で初登場。不意打ちに近いとはいえ、サンダーインパルスのプロスト（新装版ではブラスト）を撃墜している。その後、地球クリーン作戦の中で死亡する。こちらでは、モトラッド艦隊阻止用の地雷を設置していたところを敵モビルスーツに見つかり、モビルスーツの手に握られる。ウッソが敵モビルスーツのコックピットを破壊した上での救出を試みるも、敵モビルスーツがバランスを崩し地雷に接触、その爆発に巻き込まれる形で死亡する。終盤では、相次ぐ仲間の戦死に落ち込むウッソを励ます霊体勢のひとりとして登場、シャクティの救出を訴えかける。
漫画『機動戦士クロスボーン・ガンダム 鋼鉄の7人』では同姓同名のサナリィのスタッフが登場する。作中においてサナリィ月面開発実験所でミノフスキー・ドライヴの実験機「F99レコードブレイカー」の開発に携わっている。のちにF99は敵の攻撃により実験データごと破壊されてしまうが、「1から光の翼を完成させる」と発言していることから、V2ガンダムの開発者の一人であるミューラと同一人物であることが示唆されている。
苗字から、シャア・アズナブルとナナイ・ミゲルの間にできた子孫ではないか?という説があるが、後に富野監督から否定されている。また後にミゲルのスペルがNanai MiguelとMyra Miggellで違うことが公式な表記となっている。

### レオニード・アルモドバル
(Leonid Almodovar)
声 - 中田譲治（ナレーションも兼任）
カミオン隊メンバーの一人。70歳。ダークグレーの短いおかっぱ頭で顎髭がある。やや痩身で面長。外科医の資格があり、医療担当。聴診器を首から提げている姿がよく見られる。料理も上手で篤実な人柄。第31話でオリファー・イノエが戦死したとき、第32話で彼を弔うため細いホイッスルのような笛を吹いた。第50話でエンジェル・ハイロゥ攻防戦にて若いクルーを脱出させた後、ロメロと共に損傷したガンイージに搭乗。リーンホースの甲板上に座り込んで援護射撃を行うも、アインラッド付きゾリディア隊の猛攻の前に対処できず、至近距離からコクピットに直撃を受けて戦死する。最終話（第51話）でウッソがみた幻影の中で、他の戦死者と共に彼を励ます。

### ロベルト・ゴメス
(Robert Gomez)
声 - 加藤治
地球連邦軍の大尉。55歳。旧ベチエンの飛行場からカミオン隊の輸送を請け負い、そのままリガ・ミリティアと行動を共にする。かつては連邦軍の中でも「給料泥棒」と揶揄されていたほどの軍人の一人で、初登場時はまったくやる気の無いダメ親父だった。しかしウッソ達に出会って真面目な性格になり、リガ・ミリティアの中心となって大いに活躍する。やや口調は厳しいが、指揮官として優れた才能を発揮し、リーンホース (Jr) の艦長として各地を転戦。幾多の苦境を切り抜けてきたが、最後の戦いで老人クルーらと共にビーム・ラムでモトラッド艦隊の旗艦アドラステアへ特攻、艦隊を巻き込んで壮絶な戦死を遂げる。なお、V-MSVによると以前はアフリカ戦線のAAAA隊に所属し、ジェムズガンを駆っていたといわれている。
漫画版では、リーンフォースの艦長として登場するが、リーンフォースJr.に乗り換えて以降は登場していない。
キャラクターデザインの初期案は、富野に「性根の腐りきった連邦軍の軍人にしては格好がよすぎる」として没になり、マンデラ・スーンに流用された。

### ロメロ・マラバル
(Romero Marvall)
声 - 茶風林
カミオン隊のメカニック。カミオン隊最年長の85歳で、元はサナリィにいたらしい。エンジェル・ハイロゥ攻防戦にてリーンホースがズガン艦隊の中心へ特攻をかける際、レオニードと共に中破したガンイージに搭乗してアインラッド付きゾリディア隊を迎撃するも、敵の数と速さに対処できず、至近距離からコクピットにビームの直撃を受け戦死を遂げる。
漫画版では、自身の若き日に遊んだ「RPG」をヒントに、ウッソのVガンダムを「騎士Vガンダム」に改造したり、自身もRPGの僧侶に扮して「勇者ウッソよ」などの台詞で成りきるという奇行に走っている。

### ワーグマン
声 - 藤原啓治
リーンホースJr.クルーの一人。

## リガ・ミリティア（シュラク隊）
ここには、リガ・ミリティアメンバーのうち、シュラク隊に所属する人物を挙げる。
逢坂浩司は、見た目の区別をつけるためにヘアスタイルの本を購入して研究したという。また、富野のイメージでは「バレーボールチーム」であり、「だから全員背が高くて、体格もいいんですよ、きっと（笑）」ともコメントしている。
漫画版では、補充メンバー（ユカ、フランチェスカ、ミリエラ）は登場していない。

### ケイト・ブッシュ
(Kite Bush)
声 - 安達忍
シュラク隊メンバーの1人。サイド2アメリアの出身で、ザンスカール帝国のやり方に危機感を覚えてリガ・ミリティアに参加する。過去に家族全てを事故でなくしており、マヘリアが戦死した際にはウッソとシャクティの関係を「死ぬときも一緒だろうからうらやましい」と語っていた。ジブラルタルでのベスパとの交戦中、メッメドーザの誤爆によって崩れかけたマスドライバーを支えている間に、クワン・リーのメッメドーザによってコクピットをビーム・サーベルで貫かれ戦死。
主な搭乗機はガンイージ。
漫画版では、第4章の宇宙での戦闘で、クロノクルの駆るビヒモスの遠隔攻撃により撃墜されて戦死。

### コニー・フランシス
(Cony Francis)
声 - こおろぎさとみ
シュラク隊メンバーの1人。激戦の中を初期メンバー6人の中で唯一生き残り、月面の戦闘でオリファー・イノエが戦死した後にはユカ・マイラスに諭され実質的な隊のリーダーとなる。その後は反地球浄化作戦より部隊の最前線に立ち、陣頭指揮を執ることが多い。ウッソ・エヴィンに対しては他のシュラク隊の隊員が接していたのと同じようにその能力を認め、また子供を守るのは大人の仕事とばかりに彼を含むホワイトアーク隊のサポートに回ることもしばしばある。
最終決戦のエンジェル・ハイロゥ攻防戦ではシュラク隊最後の一人としてウッソを手助けしようとリグ・コンティオとの戦闘に割って入るが、クロノクルとウッソの決闘の邪魔立てをしたとカテジナの怒りに触れ、「お前を守ってやれるシュラク隊は、私一人になってしまったよ」と言う台詞を残し、ゴトラタンに乗機のVガンダムの左腕・右腕・頭部・コクピットを次々に撃ち抜かれるという形で撃破され、戦死。彼女の死をもってシュラク隊は全滅する。そばかすがトレードマークである。
主な搭乗機はガンイージ、ガンブラスター、Vガンダムヘキサ。
漫画版では、黒以外の髪色になっている。第3章でしか姿が描かれておらず、最終的な生死は不明。

### ジュンコ・ジェンコ
(Junko Jenko)
声 - 小林優子
シュラク隊のリーダー。リガ・ミリティアでは古参のメンバーで、ガンイージ開発時にはテストパイロットを務めていた。初期のメンバーから「姉さん」と慕われている通り、隊の中では明確なリーダー格であり、面倒見がよい。特にウッソに対しては、MSの操縦を含め、様々な面で良き先輩的存在として支えた。隊長のオリファーを慕っており、そのためオリファーと恋愛関係にあったマーベットと確執があった。
ヘレン、マヘリア、ケイトと3人の仲間が立て続けに戦死し、ジブラルタルから宇宙に上がってからは、どこか死に急ぐような戦闘を行い、ウッソやオリファーらに心配をかけていた。第21話のカイラスギリー攻防戦で、それまで確執のあったマーベットと和解。第22話では痴話喧嘩をしながらも、見事な連携でウッソをザンスカールへと向かわせる。
ザンスカール本国に潜入したウッソの脱出を助けるためにガンブラスターで出撃、カテジナ・ルースのリグ・シャッコーの攻撃からウッソを庇って負傷する。その直後のビッグキャノン攻防戦中に負傷した体を押し、クロノクルが仕掛けた時限爆弾の解除に向かうが解除に失敗、ウッソの目の前で命を落とす。
主な搭乗機はガンイージ、ガンブラスター、Vガンダム・ヘキサ（小説版）。
漫画版では、ザンスカール本国での戦闘までは生き延びるが、その後エンジェル・ハイロゥ攻防戦までのどこかで戦死した扱いになっている（死亡シーンの描写は無い）。第10章では、霊体としてウッソを励ましている。
小説版では、アニメ版とは違い、マヘリア・メリルと共にVガンダムを携えてカミオン隊に合流する（直後の戦闘でマヘリアは戦死）。その後、シュラク隊と共に再合流を果たす。地球連邦軍艦艇チャルファ所属のブランコ・ドゥコラ大尉と恋仲になる描写が追加されており、ビッグキャノン攻防戦のコントロールルームで共に戦死している。

### フランチェスカ・オハラ
(Franchesca Ohara)
声 - 石川寛美
シュラク隊の補充メンバーの1人。フラニーという愛称がある。
月面で補充メンバーとしてリーンホースに合流し、反地球浄化作戦ではコニーらと共に戦う。宇宙に上がった後、新兵器として完成したばかりのメガビームシールドをVダッシュヘキサで使用するが、機体が耐えられず暴走・大破、その際に遭難しかける（この時はオデロらに救われている）。この時に機体が制御できなかったことに自身の能力の限界を感じ、逆にウッソに対してはスペシャルであることを実感する。その後はウッソらホワイトアーク隊の面々を積極的にサポートすることに徹する。
ウッソを同僚のミリエラ・カタンと共によくからかっていたが、シュラク隊の中でも特にその様子を気にかけていたようであり、後にミリエラにそのことをからかわれている（これに対してフラニーはあくまでパイロット同士の仁義だと言い張っていた）。
最終決戦まで生き残るが、第50話で錯乱状態となってエンジェル・ハイロゥを攻撃し始めたカテジナ・ルースの乗るゴトラタンを見て、造反したものと判断して不用意に近づいたところをメガ・ビームキャノンの砲身で薙ぎ払われて撃破され戦死。
初登場は第31話だが、セリフが与えられたのは第41話である。
主な搭乗機はVガンダムヘキサ。

### ペギー・リー
(Pegie Lee)
声 - 渡辺久美子（第14話・第20話・第45話） / 荒木香恵（第25・26話）
シュラク隊メンバーの1人。シュラク隊のメンバーの中では、ジュンコに次ぐNo.2の腕前と称される。クールで、ブロンドの金髪美女。当初はウッソとの絡みは少なかったが、マヘリアの葬儀で口紅を塗らせるために彼を持ち上げたり、宇宙での戦闘で窮地に陥ったウッソを助けたりしている。第25話にてウッソをサポートするためにガンイージで単身出撃し、コンティオ戦隊と交戦、機体は中破・自身も負傷する。第26話で、ウッソ、マーベットを庇うために左腕部・両脚部を失ったガンイージで怪我を負った体をおしてクロノクルの乗るコンティオに組み付くが、ビーム・サーベルの直撃を受け、戦死。
シュラク隊はノーマルスーツの胸元を開けて着る傾向があり、他の隊員はノーマルスーツの下に黒いハイネックのウェアを着用（リガ・ミリティアのノーマルスーツを着用していないユカ・マイラスは不明）しているが、ペギーのみスクープネック状のウェアを着用している。
アニメにおいては、第14話・第20話・第45話ではカテジナ役の渡辺久美子が兼任。第25話・第26話では荒木香恵（後の荒木香衣）。ゲーム等の媒体によって、渡辺、荒木とペギー役にバラツキがある。公式サイトでは荒木がペギー役と表記。
主な搭乗機はガンイージ。
漫画版では、撃墜シーンは無いものの、エンジェル・ハイロゥ攻防戦までのどこかで戦死した扱いになっている。第10章では、霊体としてウッソを励ましている。

### ヘレン・ジャクソン
(Helen Jackson)
声 - 深見梨加
シュラク隊メンバーの1人。第11話のベチエン飛行場での戦いで敵機（ピピニーデン隊のトムリアット）撃破の直後、わずかに見せた隙を敵に突かれてコクピットを潰されて相討ちとなり、シュラク隊最初の犠牲者となる。
この時ジュンコはヘレンを「鳥の百舌そのものだった」と語っている。また、マヘリアとは仲が良く、ジブラルタルの戦闘の際にマヘリアはヘレンの遺品のリップスティックで頬に戦化粧を施し、ヘレンの弔い合戦に赴いている。
漫画版では、出番およびウッソとの絡みが多めであり、アニメにおけるジュンコのポジション的な存在となっている。最後はウッソを庇い、自分や犠牲になったシュラク隊の仲間の分も生きるように願いを託して爆死する。
主な搭乗機はガンイージ。

### マヘリア・メリル
(Maheria Meril)
声 - まるたまり
シュラク隊メンバーの1人。シュラク隊一のグラマラスな女性で、情熱的である。交通事故で目の前で死んだ弟の面影をウッソに重ね、「親孝行しなよ」と優しく声をかける。第13話「ジブラルタル空域」にて頬に口紅で戦化粧を施してヘレンの弔い合戦を誓う。ジュンコから自重するよう釘を刺されていたにもかかわらず、ファラに入れ知恵されたクワン・リーの挑発を受けて思わずビーム・ライフルを構え、ベスパに戦端を開く口実を与える。その後、危機に陥ったウッソを守るためにトムリアットと交戦、撃破するも同時にビームローターでガンイージのコクピットを削られ大破し、その時の爆発に巻き込まれて戦死して相討ちとなった。短い間だったがウッソを特に可愛がっていたため、マヘリアが戦死した際、ウッソは消火器を片手にガンイージに駆けつけるが時既に遅く、ウッソは大破したコクピットハッチに縋りながら泣く。なお、マヘリアの遺体は他の戦死したシュラク隊とは違い喪失されておらず、ジブラルタル空港で棺に納められる。
主な搭乗機はガンイージ。
漫画版では、第4章の宇宙での戦闘で、クロノクルの駆るビヒモスの遠隔攻撃により撃墜されて戦死。
小説版では、シュラク隊が結成されるよりも前にジュンコと共に登場し、その直後の戦闘でクロノクルに機体（Vガンダム）を撃墜されて死亡している。また、この際の機体の爆発に晒されたことが原因で、カテジナはザンスカールに保護されている。

### ミリエラ・カタン
(Miliera Katan)
声 - 日高奈留美
シュラク隊の補充メンバーの1人。反地球浄化作戦時には登場しない。フラニーことフランチェスカ・オハラとは親友で、コンビを組んで出撃することが多い。エンジェル・ハイロゥ攻防戦でフラニーがカテジナのゴトラタンに撃墜され、ゴトラタンに挑むもビームカッターで乗機を貫かれ返り討ちに遭い戦死。
小説版では、マヘリアに代わり、初期メンバーと共にシュラク隊として参加。アニメ版とは違い、マーベットとぶつかったり、ジュンコに叱責されたりとそれなりの出番がある。フラニーと共に最終盤まで生き残る（戦死した表現はされていない）。
主な搭乗機はVガンダムヘキサ。

### ユカ・マイラス
(Juca Meilasch, Juka Meilasch)
声 - 田中敦子 / 伊藤美紀（『新スーパーロボット大戦』）
シュラク隊の補充メンバーの一人。元は地球連邦軍のバグレ隊に所属していたが、部隊が全滅したためリガ・ミリティアに合流する。これまで彼女が関わった部隊は全て全滅していることから「死神」の異称まで持つ（彼女自身はその二つ名を嫌っている）。当時の連邦軍人としては珍しく生粋の叩き上げで、リガ・ミリティア合流後には実力を買われシュラク隊に編入される。反地球浄化作戦においてはホワイトアーク隊の指揮を取る。最終決戦まで生き残るが、ウッソのV2ガンダムの道を切り開くべく、ヘキサで彼の先駆けを務めている最中、コクピットにカテジナのゴトラタンから放たれたビームの直撃を受け、命を落とす。
主な搭乗機はガンイージ、ガンブラスター、Vガンダムヘキサ、Vダッシュヘキサ、一時的にVガンダムにも搭乗している。
リガ・ミリティア（シュラク隊）に属してはいたが、最後まで地球連邦軍（バグレ隊）のノーマルスーツを着用していた。
小説版では、地球連邦軍所属という設定はなく、シュラク隊の補充人員として登場。ジュンコ戦死後は、コニーと共に隊を支える。ミリエラやフラニーと違い、クロノクルに撃墜される描写があり、戦死している。

## 地球連邦軍
ここには、地球連邦軍に所属する人物を挙げる。ただし、リガ・ミリティアにも所属する人物は除く。

### ムバラク・スターン
(Mubarac Starn)
声 - 藤城裕士
地球連邦宇宙軍の提督。階級は大将。容姿・性格ともに『機動戦士ガンダム』のレビル将軍を髣髴させる人物。統制と指揮能力も弱体化した当時の地球連邦軍の中では有能な人物で、地球連邦軍主力艦隊の一つであるムバラク艦隊を旗艦のラー・カイラム級機動戦艦ジャンヌ・ダルクで指揮をとる。
彼は、ザンスカール帝国の勃興以来何の対抗策も採ろうとしなかった連邦政府に見切りを付け、連邦の将軍の権限で可能な範囲の裁量で法的に問題のない手続きを踏んで独自の行動を起こす。しかしこれが連邦軍の主流派から疎まれることとなり彼は事実上左遷されたも同然の状態に陥った、つまり彼の指揮する旗艦ジャンヌ・ダルクのもとに集結した連邦軍の艦隊も実質的に連邦軍の主流派から外されていた勢力だった。リガ・ミリティアに合流した後の作戦に際して必要な情報収集も連邦軍の上層部によって意図的に阻害されており、エンジェル・ハイロゥの建造に関しては連邦軍の諜報機関が事前に情報を入手していたにもかかわらず、連邦とザンスカールとの裏取引によってその情報は隠蔽されていたらしい。
ザンスカール戦争の終期、ハンゲルグ・エヴィンの要求を受け、リガ・ミリティアに合流。以降、リガ・ミリティア艦隊の総司令官となる。彼の指揮するムバラク艦隊は兵器系統こそ旧世代だが、精強な実力を持つ艦隊であり、エンジェル・ハイロゥ会戦においては優れた指揮能力を発揮、善戦する。帝国第一陣であるピピニーデンのラステオ艦隊、エンジェル・ハイロゥから離脱したタシロ艦隊を全滅させ、ザンスカール最強のズガン艦隊とも互角以上の戦闘を演じる。最後はジャンヌ・ダルクによる特攻を敢行するため、乗員の退艦作業を行っているさなかリグ・コンティオにブリッジを破壊され、死亡する。しかしジャンヌ・ダルクは戦場を突き進み、ザンスカールの総旗艦であるスクイード級戦艦ダルマシアンを巻き込んで轟沈する。
上記の活躍の通り、ムバラクの擁する連邦軍主力艦隊の物量はザンスカール帝国にとって脅威であることには変わりなく、リガ・ミリティアが勝利に至ったのは旗艦ジャンヌ・ダルクを始めとする戦力の充実がなければ不可能だったであったとされる。
小説版ではウッソに祖父のように接し、ウッソもハンゲルグよりムバラクに好意を寄せている節がある。エンジェル・ハイロゥ宙域での最終決戦に臨む前には、木星公団を探ろうとするハンゲルグの意図に気づき、ハンゲルグのジャンヌ・ダルク退艦を許可するなど、アニメ版以上にハンゲルグとの接点も描かれる。最後は、ザンスカール艦隊の主力に特攻し、壮絶な戦死を遂げる。
漫画版ではジン・ジャナハムとしてリガ・ミリティアを率いるためにウッソに対して父親として接してやれないハンゲルグを諭す人物として描かれている。後にハンゲルグがジャンヌ・ダルクでザンネックの攻撃からV2ガンダムを庇ってしまった時も、それを父親として当然の行動と受け入れていた。最後はハンゲルグが再びジャンヌ・ダルクでV2ガンダムを庇い、クロノクルのドッゴーラ改の攻撃を受けて撃沈されそうになったため、ハンゲルグと共に脱出しようとしたが、邪魔された事に激怒したクロノクルによってジャンヌ・ダルクを破壊され、死亡する。

### ブランコ・ドゥコラ
小説版のみに登場。階級は大尉で所属は連邦軍の巡洋艦チャルファ。カイラスギリーを用いたリガ・ミリティアのザンスカール攻撃に参加する。その際知り合ったジュンコとわりない仲となる。カイラスギリーがオーバーヒートする中、トリガールームで最期までコントロールを取り続けるが、第三射のビームを放つと爆発に巻き込まれ、ジュンコとともに死亡する。

## ザンスカール帝国（イエロージャケット・ベスパ含む）
ここには、ザンスカール帝国に所属する人物を挙げる。
以下の人物の詳細は各項目を参照。
- カテジナ・ルース
- クロノクル・アシャー

### アーネスト・リゲル
シノーペ321の副長。

### アジス・バギ
(Azis Baggi)
声 - 山崎たくみ
ルペ・シノ隊のモビルスーツパイロット。性格は悪く、捕虜となったウッソに暴力を振るう乱暴な人物。一方で上官のルペ・シノには畏怖しており、彼女の拷問の対象にされたウッソにその恐ろしさを説いた。ゲドラフで迎撃に出るがウッソのV2ガンダムにV1のコアファイターを使った戦法の餌食になり戦死する。ウッソのV2ガンダムによる最初の犠牲者。

### アラルカンド
パトロール隊隊長。

### アルベオ・ピピニーデン
(Arbeo Pippiniden)
声 - 北島淳司
ベスパ（ザンスカール帝国軍）の士官で、階級は大尉。クロノクルの士官学校時代の先輩。気取り屋だが、指揮能力・パイロットとしての腕ともに中々の実力を持っていた。
登場初期はトムリアットで編成されたピピニーデン隊を率いて、その見事なフォーメーションでウッソ・エヴィンらリガ・ミリティアを苦しめる（なお小説版ではクロノクルから「力押ししか能が無い」と失望されている）。
また、宇宙戦では上官に出世したクロノクルに対し、部下の前では呼び捨てにするよう促したり、自身はサポートに回って的確な指示を出すなど、中盤までは気取り屋だが中々の人物として描かれていた。
しかし後の地球浄化作戦にクロノクル・アシャーの部下として参戦した際、配下のゴズ・バールを使い、直前に捕虜としていたウッソの母ミューラ・ミゲルを人質として盾にする作戦を行わせ、後輩のクロノクルの怒りを買い、愛想を尽かされてしまう。
最終戦のエンジェル・ハイロゥ攻防戦においてアドラステア級戦艦「ラステオ」を中心に編成されたラステオ艦隊の司令として前衛を任される。
第42話において士気向上のためヘルメットも被らずモビルアーマー・ビルケナウで出撃しようとするが、その直前にウッソに撃破され帰還してきたルペ・シノのブルッケングに取り付かれ、道連れにされる形で諸共に爆死。旗艦ラステオも巻き添えで吹き飛ばされ、艦隊も壊滅する。ルペには道連れにされる間際に「つまらない男」と評される。
主な搭乗機は、トムリアット、ビルケナウ。

### カービン・リチャーズ
イエロージャケットのモビルスーツパイロット。

### カズー・ミウラ
声 - 柴本浩行
イエロージャケットのモビルスーツパイロット。カサレリアでクロノクルに同道し、ウッソをVガンダムごと捕らえる。その後シャクティの家へ連行し、横柄な態度をとっていたがオデロらに反撃され、逆に捕らえられてしまう。乗ってきたゾロはウッソに奪われ、クロノクルのVガンダムを迎撃するのに使われる。後にカテジナに助けられ、ゾロで帰投している。

### ガリー・タン
(Garry Tunn)
声 - 山崎たくみ
イエロージャケット所属で、階級は少尉。同じイエロージャケットのライオール・サバトとは親友で、クロノクル・アシャーの乗るモビルスーツ・シャッコーのテスト飛行の護衛に当たっていた。その際の搭乗機はモビルスーツ・ゾロ。結果的にシャッコーはパラグライダー飛行をしていたウッソ・エヴィンに奪取され親友のサバトは殺されたとウッソを目の仇にするようになる。
後にモビルスーツ・ゴッゾーラでウッソの乗るVガンダムに挑むも、合体前のVガンダムを3体の戦闘機だと勘違いし、翻弄されて返り討ちに遭う。捕虜となった際にベッドに縛られながらも罵声を浴びせたが、その後どうなったかは描写されない。ファラからはサバトの恋人と揶揄されていた。
主な搭乗機は、ゾロ、ゴッゾーラ。

### カリンガ・ウォーゲル
(Kalinga Wogel)
声 - 冬馬由美
近衛師団のモビルスーツパイロット。近衛師団の隊員としてキスハールと共にホワイトアークの臨検を行う。その際にキスハールからプロポーズを受けるが、その直後の戦闘でキスハールが死亡したと思い込み、絶望する。
ファラ・グリフォンにそそのかされホワイトアーク隊に復讐するために近衛師団を率いて戦闘を仕掛ける。その戦闘でキスハールのリグ・シャッコーを確認するがファラの計略により奪われた機体と判断し、キスハールと気付かずに一騎討ちを仕掛ける。戦闘中にお互いにビーム・サーベルを突き立て相討ちになるが、直前に相手がキスハールと気付きコックピットへの直撃を外すが自身は重傷を負う。その後コックピットからキスハールに救出されるが、直後に自機の爆発に巻き込まれてキスハールと共に死亡する。

### キーラ
声 - 富田晃介
ピピニーデン隊のモビルスーツパイロット。トムリアットでウッソのVガンダムに襲い掛かるが、カウンターで蹴り倒される。直後にウッソがビーム・ライフルで倒壊させた廃ビルの下敷きとなる。寸前に脱出したようだが生死は不明。

### キスハール・バグワット
(Kishowl Bagwatt)
声 - 梅津秀行
近衛師団の部隊長。エンジェル・ハイロゥに侵入を試みた偽装したホワイトアークに対して近衛師団として臨検を行う。その際に自分の同僚だったカリンガにプロポーズし、ホワイトアークの子供たちを驚かせる。侵入後にホワイトアーク隊の素姓がばれて戦闘となり、ホワイトアーク隊に機体ごと確保されるが、クロノクルの元に行こうと考えていたシャクティの手引きによりシャクティと共に脱出する。
その後部隊に合流を試みるがファラ・グリフォンの計略により近衛師団との同士討ちをさせられる。何とかカリンガに自分の戦闘スタイルを見せて気付かせようとするが叶わず、同乗していたシャクティを直前に解放し、カリンガのリグ・シャッコーと相討ちになる。カリンガをコックピットから救出した後にリグ・シャッコーの爆発に巻き込まれ死亡する。

### キッサロリア
(Quissaloria)
声 - 掛川裕彦
ピピニーデン隊のモビルスーツパイロット。地上のガッダール隊と連携してリガ・ミリティアのカミオンを襲撃したが、ウッソのVガンダムに狙撃され機体（トムリアット）が中破して撤退を余儀無くされる。

### キル・タンドン
(Kyl Tundon)
声 - 森川智之
シュバッテン所属の若手パイロット。ファラ・グリフォンに素質を買われてザンネックのテストを任される。その後リガ・ミリティアのホワイトアーク隊と戦闘になった際にV2ガンダムを狙撃するが、宇宙空間に出ていたファラにメガ粒子が当たらないようビームを細く絞りすぎたためシールドと左腕しか破壊できず、「メッチェの代わりにもならん」と、見込み違いだったことに落胆したファラによって射殺される。

### ギンザエフ
漫画版に登場。MS格闘王を自称するパイロットで階級は大尉。シャイターンに酷似したMS・ギギムを駆る。妻と娘がいる。人格者であり、コロニー内で銃撃を行おうとしたマーベットのガンイージに対し「コロニー内で銃を使えば住人にどれだけの迷惑がかかるか!」と「ギギムセメントクラッシュ」という名の関節技で瞬く間に破壊する。最後はウッソのVガンダムによる必殺技「電龍衝撃波（フルバーニアンソニック）」に敗れるものの生存しており、ウッソたちを見逃す。
なお、ギンザエフの登場するエピソードは漫画版のコミックス収録に際してのページ数調整の都合で未収録となっている。2024年11月25日に発売された新装版では、前述のエピソードも収録されている。

### クリス・ロイド
声 - 関智一
イエロージャケットのモビルスーツパイロット。ゾロ（トップターミナル）で市民に向かって機銃掃射を行い、カルルマンの母親を殺害するなど、外道な行いをするベスパ兵。民間人を平気で殺す非道さに激怒したウッソが操縦するシャッコーのビーム・サーベルを受け、もつれ合って墜落。コクピットから脱出したところを潜んでいたリガ・ミリティアのレジスタンスに射殺される。彼の死によってサバトらはレジスタンスの潜伏地点を割り出し、ウーイッグ市街に猛攻を加えて火の海にする。

### クワン・リー
(Kwan Lee)
声 - 小杉十郎太
ピピニーデン隊のモビルスーツパイロット。アーティ・ジブラルタルの攻防戦においてマスドライバーの支柱を破壊し、それを支えたことで身動きが取れなくなったケイト・ブッシュ搭乗のガンイージを、意図的に機体を残してコックピットにビーム・サーベルを突き刺し、戦死させる。その直後にケイトの戦死を悟り、怒り狂ったウッソのVガンダムによって武器なしでの直接コクピット狙いの殴打によって撃破される。劇中での生死は不明だが、ウッソによって引きずり出されたコクピットブロックは血まみれであった。
主な搭乗機はトムリアット、メッメドーザ。

### ゲトル・デプレ
(Gettle Dupre)
声 - 石野竜三
ラゲーン基地副司令で階級は大尉。当初はファラの腰巾着的な存在で、クロノクルら部隊外部の人間に対しては見下した態度をとっていた。ラゲーン基地の実権を狙っていたが、オイ・ニュング伯爵をギロチンにかけたことにより上司ファラが失脚。自身の地位にも危機感を抱き、派遣されてきたピピニーデン隊より先に手柄を立てようと直接ゾロに搭乗し部隊を率いて出撃する。その際シャクティを連れたウッソのボトムファイターを発見、捕獲しようとするが合流したシュラク隊により部隊は大半が殲滅され、自身もジュンコ・ジェンコのガンイージによるビームの直撃を受けて戦死する。
皮肉屋で狡猾な性格だが、反面、ボトムファイターに乗るウッソ（とシャクティ）の姿を確認した際には自分の子供より年少な少年が操縦していることに驚愕し、部下に撃墜を中止して捕獲するように命令を下すなど良識的な面もある。趣味はキャラオケ（カラオケ）。16歳の子供がいる。
漫画版では、多数のトムリアット隊を引き連れてウッソのVガンダムと交戦。Vガンダムを撃墜寸前まで追い込むが、救援に駆け付けたシュラク隊と、スペアのハンガー・ブーツを得て復活したVガンダムによって部隊を壊滅させられる。クロノクルの援護の申し出を拒否して、単機でVガンダムとの交戦を続けるも、Vガンダムのビームシールドを球状にした突撃戦法に敗れ戦死する。
キャラクターデザインは初期案から、富野に「あいつはこんなにイイ男じゃない、もっとさえない奴だ」との言葉で変更された。

### ゴズ・バール
(Goz Barl)
声 - 堀之紀
ルペ・シノ隊のモビルスーツパイロット。第31話よりアジス・バギの後任としてルペ・シノ隊に参加。当初はゲドラフを使用し、ドッゴーラの援護やリーンホースへの奇襲を行う。地球浄化作戦においてはモトラッド艦隊の行動を偵察していたオデロのガンブラスターを発見、部隊に合流する前に戦果を手土産にしようと単機で仕掛けるが、実力を過信しオデロらに囚われて捕虜となってしまう。その後モトラッド艦隊の位置を特定させるためにリガ・ミリティアにわざと脱出させられ、アドラステアに帰還する。
散々な失態を繰り返したためこのままではギロチンにかけられると焦り、ピピニーデンの立案した非人道的な作戦を承諾、その実行役となる。捕虜となっていたミューラ・ミゲルをリガ・ミリティアに寝返ると偽って独房から連れ出し、ゾリディアの手に握り出撃してきたウッソのV2ガンダムを撃破しようとする。戦況は混戦となり、味方であるはずのカテジナにも妨害され、さらに母親を救出しようとするウッソとマーベットに機体を中破させられ行動不能となる。その際アドラステアの砲塔に挟まれ、事故でバウンドしてきたリシテア艦のタイヤに機体ごと潰されてミューラもろとも絶命する。
漫画版では、ゲドラフに搭乗。モトラッド艦隊の足止め用の地雷を設置するミューラたちを発見し、彼女をゲドラフの手に握り拘束。マーベットやオデロのVガンダムの足止めには成功するが、ウッソのV2ガンダムの高速移動からのビーム・サーベルの一突きをコックピットに受け、脇腹をえぐられて死亡する。その後、乗機がバランスを崩して地雷に接触、遺体は乗機とミューラ共々爆炎にのまれる。

### ゴッドワルド・ハイン
(Godwald Hein)
声 - 中田譲治
「人喰い虎」の異名をもつ凄腕のモビルスーツパイロット。宇宙に上がったウッソが初めて遭遇したパイロットである。真面目だが頑固で融通のきかない性格で、一度出会った敵は必ず追いつめることを信条とする。部下からの信頼は厚い。第15話で可変モビルスーツ・アビゴルの運用試験中に事故で部隊が遭難してしまい、酸欠状態に陥っていたところをウッソに助けられる。教わったウッソの故郷の挨拶を敢えて用いて「カサレリア」と手を振り別れる。
その後カイラスギリー艦隊に合流していたが敗走。生存兵回収のため部下のトランス、バンドを率いて出撃中に、哨戒に当たっていたウッソらと遭遇しこれを襲撃、以前に助けられた少年と知り一旦は解放する。しかし、二度目の遭遇では容赦しないとアビゴルを駆って猛攻を仕掛け、ウッソに戦術の何たるか、戦士の誇りというものを実戦をもって教える。激戦の末に機体を撃破され、ノーマルスーツでVダッシュに張り付きコクピットハッチを開放しようと試みるが、ウッソにワイヤーロープで反撃され、乗り捨てた自機の爆発に巻き込まれ戦死する。ジュンコ曰く「ベスパの中で最も凶暴な戦い方をする男」とのことだが、それに対しウッソは「厳しい人だが凶暴とは違う」と反論する。
漫画版では武士道に準じる人物となっている。容姿はアニメと大きく異なり、黒髪の長髪となっているほか、アビゴル搭乗時も含めて常に和装をまとっている。
キャラクターデザインの初期案では、決定稿より若く小ずるい印象だったが、歴戦の勇士にそぐわないということから変更されている。

### シシリー・フィツィーネ
(Sissly Fitzeene) 
声 - まるたまり
リシテア級エムの女性メカニック。ドムットリアに搭乗してレンダと共に出撃し、ツインラッドを巧妙に利用した戦法でホワイトアークへ猛攻をかける。だが、援軍のロンドンデリー部隊にツインラッドを破壊されてしまう。エムに接近戦を挑もうとするウッソを海中から奇襲しショックバイトで狙ったが、かわすと同時に突き立てたビーム・サーベルでコクピットを直撃され戦死。

### ジム・スティフ
声 - 飛鳥井豊
イエロージャケットのモビルスーツパイロット。マーベットの乗るハンガーと合体したコアファイターのビーム・ライフルに狙撃され、ビーム・ライフルの火花がコクピットに当たり墜落。

### シューマッハ
漫画版に登場。サンダーインパルスの一員。新装版では、シューバットに改名されている。

### ジル
ピピニーデン隊のモビルスーツパイロット。

### ズブロフ・シモネフ
声 - 中博史
サンドージュを開発したコロニー公社の下請け会社であるサンドージュ社の重役。ザンスカール本国のアメリア外壁でテストを行っていた際に、首都防衛に当たっていたノマイズ、パトリック、ニコライを回収し、リガ・ミリティアが接近していることを知ると、サンドージュをベスパに売り込もうと画策し単機でウッソのVガンダムに仕掛ける。ウッソがコロニー至近でのビーム・ライフルの使用をためらったこともあり、機体のトリッキーな特性を生かして追い詰めるが、ビーム・ライフルが無力化されていなかったことを見落としていたため反撃を受け、機体の全ての足を切断されて撃破される。短期間で機体を修復してビームストリングスなどを使って再度ウッソのVガンダムに挑むがまたも撃墜され、その目論みは潰える。その後の行方は不明。
劇中でノマイズは彼を「ズグロク」と呼んでいるが、本項ではエンドクレジット表記に準拠する。

### セナ
漫画版に登場。サンダーインパルスの一員。新装版では、ゼナに改名されている。

### タシロ・ヴァゴ
(Tassilo Wago)
声 - 中村秀利
ザンスカール帝国の高級将校で階級は大佐。カガチの腹心。高い指揮能力を持つ有能な軍人だが、性格は傲慢不遜で、部下に意見されるのを極端に嫌う。作中ではクロノクルに意見される度に激昂している。
独断でギロチンを使い失態を犯したファラを宇宙漂流の刑に処す、クロノクルの昇進を伝えるなど、帝国軍の中ではNo3の実権者であった。宇宙要塞カイラスギリーとその護衛艦隊を指揮していたが、カイラスギリーでの敗北と首都防衛の失敗の責任を押し付けられ、自身はギロチンにかけられることになる（後にカガチはタシロに対して「芝居」であったと弁明しているが、タシロにカガチを追い落とす計画があることがカガチに察知されており、これが処刑の真の理由である）。ウッソらを救出する際の混乱によって辛うじて執行を免れたが、これがきっかけでカガチに対し疑心が芽生えることとなる。その後復帰してエンジェル・ハイロゥ護衛艦隊の指揮官となり、宇宙漂流の刑の後に救助していたファラを自身の艦に配属させた（これは宇宙漂流の刑自体がクロノクルやカガチ、ズガンを欺くための偽装であった）が、それは自分が真の実権を握るための準備に過ぎなかった。
そして終盤、ザンスカール主流派のカガチに対し麾下の艦隊ごと反乱を起こし、女王マリアを盾に自分の旗艦・アマルテア級戦艦シュバッテンに戻る。しかしマリア捕縛の前後あたりから、言動と行動に錯乱の気がみられ、部下にも八つ当たり気味の命令を連発し、リガ・ミリティアと連邦軍が接近すると既に戦死が確認されたファラに助けを求めるなど完全に気が動転する。ウッソのV2ガンダムがシュバッテンのブリッジに最接近した際マリアを盾にするも、マリアはウッソに自分ごとタシロを討てと諭す。それに逆上してマリアを射殺し嘲笑うが、マリアを殺されたことに逆上したウッソによって、ビーム・サーベルでブリッジごと焼かれて絶命。艦隊もリガ・ミリティアと連邦軍の集中砲火を受け壊滅する。
なお、小説版ではタシロはカガチからギロチンにあらかじめ細工をしておくので大丈夫だと聞かされており、また、死刑執行前に執行人と細工についての打ち合わせも行っていたため、これは国民を欺くための演技であると思っていた。だが、後にギロチンを調べた所、細工などは施されてはいなかった。このことがカガチへの猜疑心を生みタシロが反乱を起こすきっかけとなる。タシロは反乱時にエンジェル・ハイロゥ内部でカガチを殺害。マリアを連れてエンジェル・ハイロゥまでたどり着くが、ズガンに銃殺される。
漫画版では、長髪となっており、髪色も黒以外の色に変わっている。エンジェル・ハイロゥ攻防戦では、カガチへの反乱は起こしておらず、最終的な生死も不明。
キャラクターデザインは、ゲトル・デプレの初期案の流用。

### ディ・トランプ
声 - 藤原啓治
ワタリー・ギラの部下。モビルスーツゾロのパイロット。Vガンダムとの戦闘中に背後を取るが、首を180度回転させてのバルカン射撃とビーム・ライフルでダメージを受け撤収。合流地点ではクロノクルが誘拐してきた人質のカテジナに不埒な狼藉を働こうとする。それを止めに入ったクロノクルにも暴言を吐き、格闘の末に銃を突きつけるという目に余る所業を重ねたために、隊長のワタリーによって射殺される。彼の死をもって、ワタリー・ギラ戦闘小隊は隊長自らによる部下全員の粛清という形で消滅する。

### ドゥカー・イク
(Duker Iq)
声 - 中田和宏
ガッダール隊隊長。第7話より登場する。階級は当初大尉から少佐へと昇進している。地上をバイク乗りの楽園にするという夢を持っており、ガリクソンやアドラステアなどのバイク型兵器の開発を考案、自身でその評価試験を買って出ていた。パイロットとしての能力も高く、癖のある機体でシュラク隊とも互角に渡りあっていた。同じ部隊の隊員であるレンダ・デ・パロマに対しては上司と部下を超えた関係であり、戦後には結婚の約束をしていた。
地球浄化作戦の折にモトラッド艦隊のリシテア級戦艦エムの艦長を任され、その後に連邦軍と停戦協定が結ばれた際、相手が正規軍でないことを理由に停戦協定を無視してリガ・ミリティアに攻撃を仕掛ける。その際に先行して出撃したレンダが被弾して帰還、艦の後退中に休戦協定を破ったことに激怒したオデロのガンブラスターから放たれたビーム・ライフルが、オデロを制止しようとしたウッソのV2ガンダムのシールドにあたり、拡散。拡散したビームがブリッジに直撃し、レンダと共に戦死する。
主な搭乗機はガリクソン、戦斗バイク、ガルグイユ、ジャバコ、リシテア級エム。
漫画版では、第9章においてリシテア級戦艦の艦長兼パイロットとして登場。アニメの同時期と異なり、階級は大尉となっている。レンダの戦死を目の当たりにした怒りからツインラッド装備のドムットリアで出撃。オデロのガンブラスターを行動不能にまで追い込むが、その隙をウッソのV2ガンダムに突かれ、乗機ごと一刀両断にされて戦死する。
初期案では、若いデザインだったが、部隊司令官としては貫禄がないため、髭を生やしたふけたデザインに変更された。

### トッリ・アーエス
(Torri Ares)
声 - 山形ユキオ
エンジェル・ハイロゥ護衛部隊の隊長。サイコミュ搭載のゾロアットを駆り、エンジェル・ハイロゥの環境調査を行っていた際にウッソらと遭遇、エンジェル・ハイロゥの起動テストの影響で幻覚症状を起こしたウッソのV2に襲いかかる。が、オデロとトマーシュの援護で正気に返ったウッソが展開した光の翼に機体をズタズタに引き裂かれて爆死。

### トランス
声 - 真殿光昭
カイラスギリー攻防戦の生存兵回収に当たっていたゴッドワルドの部下。ゾロアットに搭乗し、ゴッドワルドの指揮下でバンドと共にウッソを追い詰める。ウッソに正面を取られた絶体絶命のゴッドワルドを援護しようとビーム・サーベルで突っ込むが、カウンターで放ったVダッシュのオーバーハングキャノンが直撃し戦死。

### ニコライ・ハンス
(Nicholai)
声 - 太田真一郎
ザンスカール本国の防衛にあたっていた学徒兵。首都付近でシャイターンで迎撃に出るがウッソの前に技量の差に圧倒され機体を捕獲され、放棄して脱出する。その後パトリックらとともにズブロフに拾われ、サンドージュに搭乗、ウッソのVダッシュを捕縛に追い込むが、自身が捕獲されたことを恨んで独断で機体を破壊しようとし、その隙をつかれサンドージュを撃破される。

### ネネカ・ニブロー
(Neneka Nibrou)
声 - 横山智佐
第49話に登場。エンジェル・ハイロゥ護衛隊の隊長として、アインラッド付き護衛隊専用リグ・シャッコーに搭乗していたが、部下も含めて隊の全員が女性ということから「これなら絶対にガンダムに勝てる」とカテジナにそそのかされ、部下と共に露出度の過剰なハイレグ水着コスチューム姿による特攻を命じられる。狙い通りコスチュームによる色仕掛けはウッソを撹乱することに成功し、動きの止まったV2ガンダムを部下と共にバズーカで攻撃する。しかし、彼女らをエンジェル・ハイロゥの影響による幻覚と思い込んだウッソは、幻と割り切ってV2の頭突きや体当たりを仕掛け、隊は全滅する。最後まで残ったネネカは攻撃し続けるが、無造作に振り払われたV2のビーム・サーベルの直撃を生身で受け、断末魔を残して一瞬で全身が蒸発して即死する。

### ノマイズ・ゼータ
声 - 梁田清之
パトロール隊隊長。ザンスカール首都付近でシノーペを使い学徒兵のニコライ、パトリックに指示を出していた。その際にニコライが捕らえられたためやむなく艦を放棄、その後ズブロフに拾われ、サンドージュのパイロットを務める。Vダッシュを捕獲に追い込むがニコライの独断行動が元で機体を撃破される。

### バクー・チー
声 - 坂東尚樹
ワタリーの部下でモビルスーツゾロを操縦するヒゲ面のパイロット。ブーツをドッキング前に破壊され上半身だけのVガンダムで応戦するウッソに撃破されそうになり、恐怖に怯えて味方機（トランプ機）にワイヤーを飛ばしてまとわりつくという醜態を晒したため、その姿に失望したワタリーにワイヤーを切断される。さらにビーム・サーベルで機体を串刺しにされ死亡。

### ハズ・カイフ
声 - 掛川裕彦
シノーペ321の艇長。ハイランド付近を哨戒していた際にウッソらに遭遇、彼らを捕虜とする。ウッソに宇宙に上がってきた理由を尋ね、その目的が両親探しであることを知ると励ましている。その後ウッソやハイランドの子供たちの反撃を受けて艦内は混乱、出撃したヘンリーを人質に取られ、やむ無く艦を明け渡し、ミサキ機に引き連れられ撤収している。

### パトリック・ブーン
(Patrick)
声 - 高戸靖広
ザンスカール本国の防衛にあたっていた学徒兵。首都付近でシャイターンで迎撃に出るがニコライを人質に取られやむなく機体を放棄する。その後ズブロフに拾われ、サンドージュに搭乗、Vダッシュを捕縛するがニコライの独断行動がきっかけでサンドージュを撃破される。

### バンド
声 - 太田真一郎
カイラスギリー攻防戦の生存兵回収に当たっていたゴッドワルドの部下。ゾロアットに搭乗し、ゴッドワルドの指揮下でトランスと共にウッソを追い詰める。先回りしてVダッシュの前に立ちふさがるが、ウッソが素早く回避したアビゴルのビーム・サイスに機体を直撃されて戦死。

### ファラ・グリフォン
(Fuala Glifon)
声 - 折笠愛
ラゲーン基地の司令官で階級は中佐。22歳。ギロチン執行人の家系出身で、自らもギロチンによる処刑を行っていた。常に鞭を持っている。スージィの死亡した姉は彼女に似ていたらしく、たまたま街で姉と間違えて寄ってきたスージィにパフェを買い与える優しい一面を見せている。また、その時にはウッソ達にも街から逃げるように警告するなど、子供を戦禍に巻き込むことを嫌がっていた節もある。
オイ・ニュングを捕え尋問後、無断でギロチンに掛けたことから宇宙漂流刑に処され、タシロに救出されたものの極度に性格が変容してしまった（刑はタシロが仕組んだもので、元から救出する予定だった）。復帰後は少佐に降格、タシロ直属の部下となり、全身に処刑人の家系であることを示す鈴を付けるようになる。復帰後は錯乱状態ともいえるほど終始エキセントリックであり、部下も平気で殺した。MSの操縦技量は高く、乗機の高性能さも相まってウッソを何度か撃破寸前まで追い詰めた。エンジェル・ハイロゥ攻防戦でウッソとの交戦中、援護に来たマーベットのお腹にオリファーの子供がいることを察知し、これに動揺したところをウッソに撃墜され、メッチェのところへ行けることを喜びながら戦死する。
主な搭乗機はリカール、ザンネック、ゲンガオゾ。
TVシリーズ本編中、明言こそされていないが、サイコミュ兵器搭載型MSを乗りこなす描写などからゲーム、書籍などでは強化人間として扱われることが多い。本編においても、ウッソとの一騎討ちの最中に彼がマリアの心の声を受けているのを見て「私の前で他の女に気を取られて」と言うなどの描写もあった。死の間際の描写から、死ぬ直前にいくらか正気を取り戻せたようである。ゲームによってはタシロの愛人となっているが、実際どうなのかは不明。小説版ではベッドシーンが登場する。アニメ本編ではタシロにいいようにさせる反面、錯乱しながらも死んだかつての部下メッチェのことを死の間際まで気にかけていた。
漫画版では、ザンネックのパイロットとしてエンジェル・ハイロゥ攻防戦にのみ登場。階級は中尉となっている。連邦軍やウッソを苦しめるが、Vガンダムのハンガーを利用した突撃戦法に敗れ戦死する。ギロチンの家系に関しては触れられていないが、敵MSの首を狩り、残った部分をザンネックキャノンで焼き払う戦法を行う描写がある。
監督の富野は、「中世ヨーロッパの死刑執行人について、当時の社会的な立ち居様を調べる上で、作っていったキャラクター」と述べる。

### フォンセ・カガチ
(Fonse Kagatie)
声 - 大矢兼臣 / 斎藤志郎（ゲーム『機動戦士ガンダム U.C. ENGAGE』）
ザンスカール帝国宰相。65歳。片眼は義眼。肩書きでは女王マリア・ピァ・アーモニアに仕える身だが、軍務組織ベスパの指揮や、ギロチンによる制裁を行うなど、実質的には帝国のトップに君臨している。ただの占い師（娼婦）であったマリアを、女王の座に祭り上げた張本人。木星船団公社に長く勤める中で、地球圏で絶えず争乱を続ける人類に嫌気が差し、その粛清を図る。
宇宙世紀0151年に「木星帰り」としてサイド2へと舞い戻ると、政党「ガチ党」を結成する。当時の政権与党の贈収賄被告をギロチンによって公開処刑、数世代にわたって“血の饗宴”から遠ざかっていたスペースノイドの感性に強く訴えかけ、短期間でガチ党を政権与党へ押し上げた。同時に“女王”をたてることで、自身の行為を文化として演出し、短期間で数基のスペースコロニーをザンスカール帝国として、地球連邦政府から独立させるに至る。
ビッグ・キャノン作戦、地球クリーン作戦を隠れ蓑にして、木星の伝手を利用しエンジェル・ハイロゥをパーツ毎に建造させ、密かに地球圏に運び込むことで、本懐であるエンジェル・ハイロゥ作戦を展開する。カガチはこれによって2万人のサイキッカーという“新たな種”をコールドスリープで保存しつつ、サイコミュのセレブレイト・ウェーブによって争いにまみれた現行人類を、自身を含めて全て消し去ろうとする。
最期は混戦の中、ジャンヌ・ダルクの特攻を受けるダルマシアンから間一髪で脱出した後、爆風の中エンジェル・ハイロゥ内部のマリアの玉座へと辿り着く。玉座に浮かぶマリアの幻影に向かって発砲するなど錯乱状態に陥り、エンジェル・ハイロゥの崩壊に巻き込まれて吹き飛ばされる。
監督の富野は、「理想的な老人」と評し、見た目は悪役風にしているが、自身の計画が破綻することを見越した上で、誰かが止めてくれると信じて行動しているとして、大好きなキャラであると述べて、「フィクションの世界なら、もっと彼のような主張や老人像を表面に出しても良いのではないか」とコメントしている。
小説版ではタシロに毒針を撃たれて死亡、漫画版ではオデロのガンブラスター爆発に巻き込まれてマリア共々死亡する。
長谷川裕一作品での設定
漫画『機動戦士クロスボーン・ガンダム ゴースト』の中では、木星船団公社時代に木星帝国の総統であるクラックス・ドゥガチと親交を持つ設定となっている。
本作ではさらに、エンジェル・ハイロゥは木星共和国総統の地位を継いだテテニス・ドゥガチによって巨大移民船として建造させたものとなっており、カガチは彼女の平和を願う気持ちを裏切る形でエンジェル・ハイロゥを使用したとされる。
また、宇宙世紀0110年代ーーカガチが20代の頃、ドゥガチ木星帝国総統が地球連邦の高級官僚の娘（テテニスの実母）との婚姻が決まったことを契機に、ドゥガチが内縁の妻との間に生まれせていた嫡子・キゾを預かっているが、全く手が付けられなかった上に、偶発的に発見された宇宙細菌「エンジェル・コール」を利用されそうになったことから、ザンスカール帝国が内側から食い破られるのを恐れ、最終的には見限っている。

### プロスト
漫画版に登場。サンダーインパルスの一員。新装版では、ブラストに改名されている。

### ブロッホ
(Brogh)
声 - 小杉十郎太
ピピニーデンの配下でモビルアーマー・ドッゴーラのパイロット。モヒカン刈りというビジュアルをしている。女子供が戦場に上がってくることに対して嫌悪を感じており、また男に敵う訳がないとして見下すが、ウッソやシュラク隊といった女子供にドッゴーラを撃破され戦死する。

### ヘンリー・ダグラス
声 - 関智一
シノーペ321に乗っていたモビルスーツパイロット。ハイランド付近を哨戒していた際にウッソらに遭遇、彼らを捕虜とする。その後ウッソらの反撃を受けるが、ミサキと異なり彼は攻撃を回避している。直後にゾロアットで出撃するが、ウッソに機体を捕獲され、やむなく投降。機体と艦を明け渡し、ミサキ機に引き連れられ撤収している。

### ボーディナム
リシテア級の艦長。アドラステアを援護していたが、オデロらの集中攻撃を食らった際に生じた地面の凹凸で大きくバウンドし、背後のアドラステアに激突。砲塔に引っ掛かっていたゴズのゾリディアごと潰してウッソの母ミューラの首を飛ばす。艦は大破して横転したが、生死は不明。

### マチス・ワーカー
(Mazis Warker)
声 - 飛田展男
第39話に登場するラゲーン基地所属のモビルスーツパイロットの残党で、ゾロの頭部センサーを改造したゾロ改を操る。戦闘技能・指揮能力共に優れ、同時に家族を愛する良き父親でもあった。
カサレリアの自然を気に入り、この地に妻子を呼んで第2の故郷にしたいと考え、またそれを守りたい一心から、旧型となったゾロのみという戦力で、カサレリアを再訪したウッソの駆るV2ガンダムに戦いを挑む（ドゥカーとレンダのようにV2ガンダムを脅威に感じていて、リガ・ミリティアの中心戦力はV2ガンダムであると認識している）。ゾロのブーツを一挙に多数発射して、玉砕も辞さない体当たり特攻をかけるといった戦術でウッソとトマーシュを追い詰めるが、高出力の光の翼の間を通過したゾロ部隊を墜落させられてしまう。一人残った彼はゾロ改の下半身を失いつつも、上半身のみのままビーム・サーベルで襲いかかるが、逆にV2のビーム・サーベルを受ける。ウッソはコクピットを開放しマチスを機体から引きずり出して救おうとするも、既に瀕死の重傷を負っていた彼は少年のウッソに驚きつつ妻子の写真へ手を伸ばして絶命。彼の遺体はカサレリアの丘に埋葬される。彼の存在はウッソに大きな影響を与えたようで、後の第43話で彼の戦術を模倣してザンネックを撃破したりもしている。

### マリア・ピァ・アーモニア
(Maria Pure Armonia)
声 - 篠原恵美
ザンスカール帝国の女王。29歳。
もとはサイド1〈アルバニアン〉において娼婦として糊口をしのいでいたが、宇宙世紀0141年に娘（シャクティ）を懐妊したことを機とするかのようにサイキッカーとしての能力に目覚め、以降は心霊療法を交えた“相談所”を開設することで生活水準は上がっていった。さらに宇宙世紀0144年には一定の信奉者が集まり、『マリア光の教団』として〈アルバニアン〉政庁に団体結成を申請したが、ここまでは“占い師”の域を出るものではなかった。しかし宇宙世紀0145年にカガチが接触、マリアをサイド2〈アメリア〉政庁ーー後のザンスカール帝国ーーの女王として見いだし、母なるものを大切にするという「マリア主義」を掲げ女王として君臨“させられる”こととなる。前述の通りシャクティ・カリンの母でもあるが、安全のため（第24話のクロノクルの説明による）に地球に下ろされており、生き別れていた。
本人の性格は弟のクロノクルをして「なぜそうも寛容なのか」と言わしめるほど寛容かつ慈愛に満ちている。女王として強い意志を持って人々を正しい方向へ導こうとしていたが、カガチによるエンジェル・ハイロゥの真の目的に落胆し、さらに終盤では造反したタシロに囚われてしまう。囚われの身となった際にタシロを止めるため、強い思念でタシロ艦隊へウッソを呼び寄せる。ウッソにカガチやタシロの野望を挫く様に伝えるが、逆上したタシロに射殺される。
過去については小説版『機動戦士Vガンダム』に詳しいが、アニメと相違点もある。
小説2巻8章でクロノクルが回顧している内容によると、マリアはサイド1アルバニアン政庁の出身で、両親はクロノクルが3歳の頃に離婚し、幼いクロノクルと二人暮らしだった。娘を生む前まで売春などして暮らしていたが、妊娠した頃に自身の霊視能力や治癒能力に気付き、娘アシリア（小説版のシャクティの本名）出産後はクロノクルや支援者と共に宗教団体「マリアの光の教団」を立ちあげ、信徒を増やしていた。そこに接触してきたフォンセ・カガチの説得に応じ、教団は買い取られマリア主義へと変化、マリアはサイド2アメリアへと移動した。その移動中にカガチの手により娘は行方不明となっているが、この過程はアニメの説明と異なっている。
漫画版では名前が「マリア・アモーネス」になっている（新装版でも、アモーネス姓のまま）。登場はエンジェル・ハイロゥ攻防戦が初となる。オデロのガンブラスターの爆発の巻き添えとなり、オデロ、カガチと共に死亡する。
福井晴敏の小説版『∀ガンダム』では、ロラン達がディアナによって見せられる黒歴史の記録の中にマリアの演説が含まれている。
『機動戦士クロスボーン・ガンダム ゴースト』では、マリア・ピァ・アーモニアは、ザンスカール帝国が女王にするために集めた、サイキッカーの素養のある女性の中から女王に選抜された存在とされており、振るい落とされた失格者としてマリア・エル・トモエという人物が登場している。
名前の由来については、監督の富野は「キリスト教圏のみならず、世界で最も多く使われている女性の名だから」「音の持っている力というものがあるように思えたし、全部そこに統治していく構造の物語を作れていったらいいなと、思っていました」と語る。また「マリア主義」については、架空の宗教でなく現存するいずれかの宗教にしたかったと述べている。

### ミサキ・アイザワ
(Misaki Aizawa)
声 - 坂東尚樹
シノーペ321に乗っていたモビルスーツパイロット。ハイランド付近を哨戒していた際にウッソらに遭遇、彼らを捕虜とする。その後ウッソやハイランドの子供たちに反撃を受け、ウッソにトリモチガンを食らってシノーペのデッキに貼り付けられてしまい、出撃が遅れる。やっとの思いで出撃したものの、先行していたヘンリーが人質に取られ、やむなく艦をマーベットらに明け渡し、彼のゾロアットは同僚を率いて撤収している。女性のような名前であるが、れっきとした男性である。

### ムッターマ・ズガン
(Mutterma Sugan)
声 - 中博史
ザンスカール帝国主力艦隊・第一艦隊（ズガン艦隊）の司令官を務める木星帰りの将校で階級は大将。ザンスカール帝国の実質のNo2で、カガチとは木星船団以来の盟友でもある。
開戦当初から新鋭MSを擁する艦隊で周囲のコロニーを次々と制圧し、またサイド2連合艦隊を破るなど敗北がほとんどなかったことからその指揮能力を恐れられ、連邦軍やリガ・ミリティアに「無敵のズガン艦隊」とまで言わしめるほどであった。しかし本国付近でリガ・ミリティアに奪われたビッグ・キャノンの直撃を受け、多数の艦艇が轟沈。艦隊の再編を余儀なくされる。地球浄化作戦には参加せず、その裏でカガチの意向を受け、秘密裏に木星圏よりエンジェル・ハイロゥを運ぶ任に当たっていた。
エンジェル・ハイロゥ攻防戦の際にはスクイード級旗艦ダルマシアンに座乗、最後方でエンジェル・ハイロゥの護衛に就いていた。エンジェル・ハイロゥが崩壊を始めた混乱の隙を突かれてジャンヌ・ダルクの接近を許し、自爆特攻を受けて避けきれずそのまま艦と運命を共にして爆死する。
小説版ではカガチの仕込み杖でタシロを射殺。最期は乗艦が分解したエンジェル・ハイロゥに取り込まれ、エンジェル・ハイロゥごと宇宙の彼方へ放り出される。以後の生死は不明である。

### メッチェ・ルーベンス
(Metchet Rubence)
声 - 森川智之
モビルアーマー・リカールのパイロット。ブロンドの美形。ファラ・グリフォンの腹心で愛人でもあった。腹に一物ありそうな顔つきとは裏腹に、常にファラに気遣いをみせていた。また、後述の最後の行動からも、ファラへの愛情と忠誠心は一途なものだったようである。第14話でのアーティ・ジブラルタルを巡る攻防の中、マーベットのコアファイターからメインエンジンに攻撃を受けてリカールは撃墜され、海上に不時着。ファラは死を覚悟するが、メッチェはファラをポッドで脱出させてクロノクルのトムリアットに託し、自身はリカールと運命を共にして爆死する。後にファラがキル・タンドンをメッチェの代わり（声優も同じ）にしようとしたり、死の間際にメッチェの名を呼んでいた。

### ライオール・サバト
(Liole Sabat)
声 - 子安武人
イエロージャケットのモビルスーツパイロットで階級は少尉。典型的な評判通りのイエロージャケットの隊員で、一般市民をゲリラ狩りと称して殺戮して回る非道な性格であった。ガリー・タンとは親友であり、ガリーがウッソに撃墜され怪我を負った際にはそれに激昂し、奪われたシャッコーに乗っていたクロノクルを責めている。その後ガリーの敵討ちとしてシャッコーを炙りだすためにカサレリアを襲撃するが、ウッソの搭乗するシャッコーによってゾロのコクピットにビーム・サーベルを刺され戦死。その断末魔はウッソに戦争という現実を実感させ、激しい動揺を与える。

### リー・ロン
声 - 緑川光
イエロージャケットのモビルスーツパイロット。ゾロを駆りウーイッグを空爆した後、サバトと共にカサレリアへ行きシャクティとオデロを襲う。その後ウッソのシャッコーと戦闘になり、背後からシャッコーを羽交い絞めにしてサバトを援護する。その際カミオンに積んだビーム・ライフルの地上砲火に動揺し、その隙を突かれてコクピットにビームローターを受け、さらに機体に地上砲火が直撃して墜落し戦死する。

### ルペ・シノ
(Lupe Cineau)
声 - 伊藤美紀
ピピニーデン隊の副隊長。スペイン系の女性。登場当初から聡明な判断を見せており、リガ・ミリティアのベチエン集結を見破っている。また、幾度か乗機を撃墜されても直前に脱出し、いずれも生還している。
美人ではあるがその裏に秘めた獣性があり、部下と共に立ち寄った酒場の主人と常連客を口封じのために問答無用で射殺するなど、残忍な性格をしている。
その後転籍となり、クロノクルの配下となりカテジナのパイロット教育などを担当していた。だがクロノクルやカテジナのことは余り快くは思っていなかったようである（カテジナからは「おばさん」と陰口を叩かれたこともある）。
マケドニアでウッソを捕虜にし拷問して以来因縁ができ、執拗に彼を狙う。軍の中でのし上がろうとする自分の野心を心の片隅で嫌悪している部分があり、ニュータイプであるウッソに自身の理想を重ね、彼の母親になろうというある種の歪んだ欲望があったようである（ウッソは「母親になりたいなら自分の子供でやって下さい」と叫んでいる）。ウッソを捕虜にした際には、手錠をかけたウッソと共に風呂に入って味方になるように裸で密着して説得を行うも、胸を噛まれて怯んだ隙に取り逃がす一幕もあった。予告編のシャクティのナレーションではこのシーンを「恐ろしい拷問」と表現しているが、監督である富野由悠季はその理由を「あれは、嫌いな女にセックスを強要されたようなもの。男性にとってこれ以上の拷問はないでしょう」とコメントしている。
パイロットとしての腕前はエース級で、連邦軍／リガ・ミリティア連合艦隊の防壁をただ1機突破してジャンヌ・ダルクへ肉薄したり、地球浄化作戦ではモビルアーマー・ドッゴーラに搭乗し、リガ・ミリティアが補給を受けていた海底都市アンダーフックを壊滅に追い込んでいる。地球浄化作戦の後に再びピピニーデンの配下となるが、この頃には上官であるピピニーデンを手玉に取るようになり、また彼のその不甲斐なさを裏でなじっている。
エンジェル・ハイロゥ攻防戦でラステオ艦隊がリガ・ミリティア連合艦隊と交戦に入った際、モビルスーツ・ブルッケングで出撃しウッソとの最後の一騎討ちを挑みビーム・サーベルでコックピット周辺を貫かれ敗れる。乗機はすぐに爆発せず飛び去り、発進しようとするピピニーデンと乗機のモビルアーマー・ビルケナウ、乗艦のラステオを道連れにして戦死する。その際、ウッソは「つまらない男を相手にすることはない」という、思念を感じ取っている。ビーム・サーベルを受けた後の肉体の描写は無く、機械的な操作を行っていたかも定かではない。
主な搭乗機はトムリアット、ゲドラフ、ドッゴーラ、ブルッケング。
初期案では、ワン・レングスへアーの女性だった。

### レイ・ブラッド
声 - 飛鳥井豊
イエロージャケットのモビルスーツパイロット。カサレリアでクロノクルに同道し、ウッソをVガンダムごと捕らえる。その後シャクティの家へ連行し、横柄な態度をとっていたがオデロらに反撃され、捕らえられてしまう。後にカテジナに助けられ、ゾロで帰投している。

### レンダ・デ・パロマ
(Renda De Paroma)
声 - 松本梨香
ドゥカー・イクの副官。部隊編成当初からイクに従事しており、イクとは懇意の中であった。イクの理想であるバイク乗りの楽園という夢を実現するために尽力している。同時にウッソの乗るV2ガンダムを今後の脅威に感じていて、戦いの時はV2を集中的に狙い撃ちする。しかし北海にてホワイトアーク隊と交戦した際にV2に機体（ドムットリア）を中破させられリシテアに帰還し、ブリッジに上がったところをオデロのガンブラスターが放ったビーム・ライフルにブリッジを直撃されイクと共に戦死する。
漫画版では、ウッソとオデロの合体技「ダブルクロスカッター」によって、交戦中に撃破されて戦死する。容姿は、アニメとは大きく異なる。

### ワタリー・ギラ
(Wattary Gilla)
声 - 立木文彦
ラゲーン基地所属の士官。スキンヘッド。ベスパでは「騎士道」精神を掲げていることで知られていた。ウッソのVガンダムとの戦いの際、見苦しい行動を取った部下のモビルスーツを自らの手で撃墜し、その後クロノクル、カテジナに対して非道な行為を働こうとしたもう一人の部下をも射殺する。これが「騎士道」かと問うクロノクルに、「騎士道など所詮は理想」と平然と答えていたものの、内心では自らの手で大事な部下を殺してしまったことに後悔し、そのきっかけを作ったVガンダムに対して憎悪を燃やす。
待ち伏せでウッソのVガンダムを追いつめるものの、機体が大破して互いに身を晒すことになった。自分の戦った相手がまだ幼い少年であったことに驚愕し、滂沱の涙を流しつつ嗚咽を洩らす。戸惑いの表情を見せるウッソに遊び盛りの子供がこんなことをしてはいけないとモビルスーツを降りるよう諭し、現実の残酷さを嘆きつつ手榴弾で自爆する。

## 民間人・その他

### エレナ
(Elena)
声 - 冬馬由美
第33話に登場する海底都市アンダーフックのマリア主義者の女性。アンダーフックに流れ着いたザンスカールの兵士であるカテジナに協力し、シャクティを誘拐した。その後アンダーフック崩壊時に、マリア主義者以外は生き残る価値はないとして残った市民を見捨て、ビスタンら主義者と共にシャクティ、カルルマンを人質にして潜水艇で脱出する。

### ジニス・キッキ
声 - 拡森信吾
宇宙引越公社のスペースシャトルパイロット。リガ・ミリティア寄りで、公社のシャトルがハイジャックされたことになってはいたもののウッソやマーベットに快く協力していた。

### テングラシー・ルース
(Tengracee Loos)
声 - 有本欽隆
ウーイッグの大商人でカテジナの父。日和見的な性格で、連邦軍が不利と見るとベスパに商品を納入してパイプを作り、保身を考えていた。また愛人も作っており、その姿を見てカテジナは軽蔑していた。ウーイッグ空襲の際に行方不明となっている。妻は男をつくって家を出て行ってしまっている。

### バーツラフ・マサリク
声 - 藤原啓治
トマーシュやカレルの父。浅黒い肌とヒゲを特徴とする中年男性で、ハイランドの管理者を務める。モトラッド艦隊の地球クリーン作戦が展開する中で、民間人でありながらウッソたちにたびたび協力した。リガ・ミリティアのメンバーではない。地球浄化作戦までリガ・ミリティアに同道し、ホワイトアークの操舵を担当したこともあったが、停戦協定が結ばれると家族と共にカサレリアに残りそのまま終戦を迎えている。

### フサーク
声 - 坂東尚樹
宇宙引越公社のスペースシャトルのパイロット。ザンスカール帝国寄り。

### フビライ・ゴヤ
(Kublai Goya)
声 - 中博史
サイド2・マケドニア軍の司令官。ザンスカール本国付近での戦闘で消耗したリーンホースJr.の受け入れを承諾したものの、ザンスカール帝国との政治的な駆け引きへの利用を目的にリガ・ミリティアのメンバーをそのまま拿捕し、収容所に拘禁した。その後ザンスカールの問い合わせに対してリーンホースJr.の存在を隠ぺいしたため、シュバッツラット隊によるマケドニアコロニー急襲のきっかけを作ってしまった。第28話・第29話に登場。

### ビスタン
声 - 有本欽隆
第33話に登場する海底都市アンダーフックのマリア主義者で、ヒゲを生やした中年男性。アンダーフックに流れ着いたザンスカールの兵士であるカテジナに協力し、シャクティを誘拐した。その後アンダーフック崩壊時に、マリア主義者以外は生き残る価値はないとして残った市民を見捨て、エレナら主義者と共にシャクティ、カルルマンを人質にして潜水艇で脱出する。リガ・ミリティアを装って内部からリーンホースJr.を撹乱しようと企んでいたが、それは果たせずに終わる。

### マンデラ・スーン
(Mandella Soone)
声 - 中田譲治
アーティ・ジブラルタルの宇宙引越公社ヨーロッパ総局局長。ハンゲルグ・エヴィンとはかつて同僚であり、その息子のウッソに対しては中立という難しい立場の中でいろいろと世話を焼いていた。
キャラクターデザインは、ゴメスの初期案に手を加えたもの。

### レーナ・ワーカー
(Lena Warker)
声 - 松井菜桜子
マチス・ワーカーの妻。マチスが戦死した後、ラゲーン居住区で親子共々ザンネックの超高空からのビーム攻撃にさらされていたが、ウッソに救出され、そのままマチスの墓に案内される。ウッソに父さんを殺したと非難する子供達を叱り付けるなど、それまで気丈に振舞っていたものの、添えられていた家族の写真を見て堪え切れず夫の墓前で号泣する。
その後、V2を駆るウッソの姿を見て夫の戦死した事情を看破するが、宇宙へ発つウッソに対し敢えて「ご武運を」とだけ伝え、一切の恨み言を発しなかった。最終話でマーベットの口からその後も毎日カサレリアへ夫の墓参に訪れていることが語られている。

### ロブ・オレスケス
(Lob Olesches)
声 - 岸野一彦
第12話に登場したバルセロナの漁師。通称“ロブ爺さん”。認知症気味で、ウッソを戦争で死んだ自分の息子（ニコル）と見間違えることがあった。
広場にギロチンを設置するベスパ兵と民衆の間で騒乱となった際に、ベスパ兵に立ち向かい売り物の魚を投げつけて妨害したところ、騒ぎを起こした人物としてベスパに逮捕されかかる。一旦はウッソのワッパに拾われて救われるが、ベスパの追っ手が迫ってきたため、ウッソを庇ってワッパから飛び降りる。直後、ベスパ兵へ投石しようとして射殺される。ウッソはロブの仇討ちとしてトップ・リムでギロチンに体当りし、破壊する。